# أماندا بار
أماندا بار (بالإنجليزية: Amanda Barr)‏ هي لاعبة كرة قدم بريطانية، ولدت في 2 مايو 1982 في ستوكبورت في المملكة المتحدة. شاركت مع منتخب إنجلترا لكرة القدم للسيدات. أما مع النوادي، فقد لعبت مع Blackburn Rovers W.F.C. ‏.